# Zglenice Duże
Zglenice Duże – wieś w Polsce położona w województwie mazowieckim, w powiecie sierpeckim, w gminie Mochowo. Ma status sołectwa.
Prywatna wieś szlachecka Zglinice Wielkie położona była w drugiej połowie XVI wieku w powiecie sierpeckim województwa płockiego. W latach 1975–1998 miejscowość administracyjnie należała do województwa płockiego.

## Historia
Zglenice odnotowano po raz pierwszy w 1416 (Zglinicze, Sglinicze) – wzmiankowano rycerza z tej wsi, Wojciecha. W końcu XV wieku dziedziczył tu Dominik, który otrzymał pewne dobra od króla, które uprzednio skonfiskowano szlachcie. Kolejne dane pochodzą z 1531, w tym czasie było 8 i pół włóki ziemi uprawianej w tej wsi. Miejscowa szlachta należała do ubogiego rycerstwa. Spis podatkowy z 1578 wymienia tę wieś w kategorii wsi szlachty zagrodowej, czyli takiej, która sama uprawiała swoje kawałki ziemi. Spis wymienia wielu rycerzy o przydomkach: Puch, Dobek, Modłek, Gogol, Dindo i Dominik. Od nazwy wsi szlachta przyjęła nazwisko Zglenicki (Zglinicki) herbu Prus II. Ród ten nie odegrał większej roli w historii. Kilku z nich notowano na elekcjach królewskich. Z tej wsi pochodził Konstanty Zglenicki; ojciec inżyniera górnika i geologa Witolda Zglenickiego, określanego "polskim Noblem". 
Według danych z Regestru Diecezjów z 1784 dziedzicami w tej wsi byli: Borowska, Głuchowski, Koziorowski, Malanowski, Paprocki, Suskowski, Ustrzycki, Zgleniccy. Wśród nich była zarówno uboga szlachta zaściankowa, jak i bogatsi szlachcice, którzy utworzyli tu folwark. 
W XIX wieku wioskę zwano Zglenicami Wielkimi. W 1827 notowano tu 18 domów i 204 mieszkańców. W 1895 naliczono 21 domów i 175 mieszkańców oraz 1229 mórg w tym 600 mórg nieużytków. Miejscowy folwark liczył 110 mórg. 
W 1921 notowano tutaj 27 domów i 248 mieszkańców (Zglenice Wielkie). Wieś należała do gminy Lisewo. Właścicielem 168 ha w tej wsi był w okresie międzywojennym Franciszek Czachorowski, istniało również gospodarstwo Andrzeja Kolczyńskiego (67 ha). Według danych z Katalogu zabytków sztuki w Polsce w tej wsi znajdują się figury przydrożne barokowo-ludowe drewniane.